# Sant Isidor de la Pera
Sant Isidor de la Pera és un edifici religiós del municipi de la Pera inclòs en l'Inventari del Patrimoni Arquitectònic de Catalunya.

## Descripció

### L'església

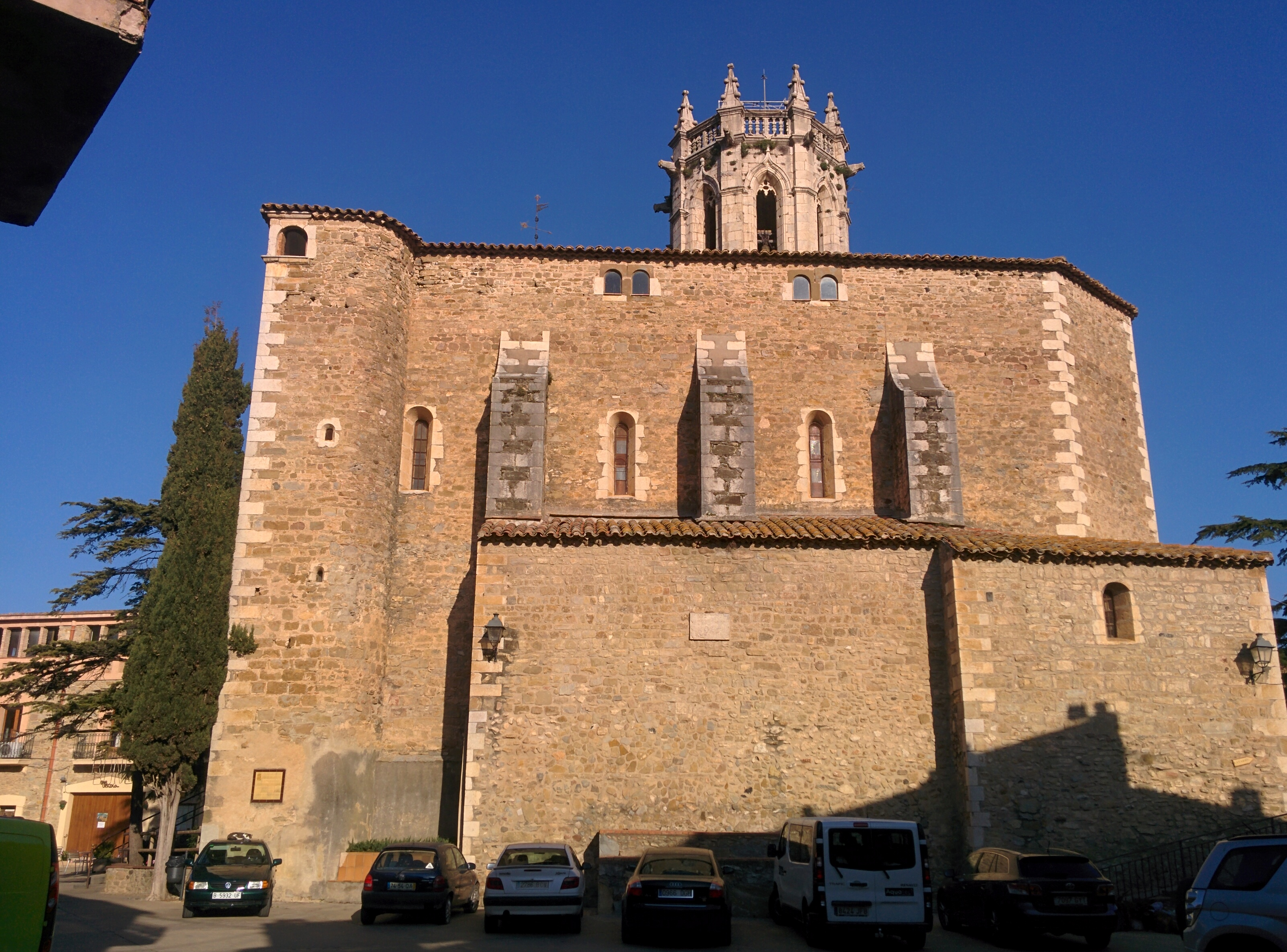

Església d'una nau, absis poligonal i capelles laterals. Torre-campanar, al nord amb base quadrangular i cos superior octagonal. És d'estil gòtic tardà, amb elements renaixentistes. L'interior és d'estructura gòtica; volta de creueria i arcs apuntats, amb escultura a les claus i a les impostes. A la volta del cor hi resten pintures murals de tema vegetal. Els finestrals són d'arc apuntat i de doble biaix.
El frontis, a ponent, és renaixentista: portada rectangular amb prominent frontó i emmarcada per dues columnes exemptes; una rosassa; una galeria d'arquets de mig punt corre a la part superior (dona al terrabastall).
Els murs laterals recolzen en contraforts. El cloquer és gòtic tardà: arcades apuntades amb arabesc calat, balustres i pinacles; coronament de terrassa plana.
A l'interior destaca la trona de pedra amb grossa mènsula en forma de testa o "cap de moro".
El frontis i el cloquer es construïren amb carreus de calcària perfectament escairats; els altres murs amb pedres sense treballar i carreus als angles.

### Campanar de Sant Isidor de Pera
Situat al costat septentrional de la nau de l'església de Sant Isidor i d'estil gòtic. Té planta quadrangular i opac que pren forma octogonali posseeix viut obertures per les campanes. Són arcades apuntades, emmarcadesper motllures. El coronament superior és pla, de terrassa amb balaustrada i amb els vuit pinacles amb els quals acaben les pilastres angulars de la torre. També destaquen diverses gàrgoles i una escala de pedra.

## Història

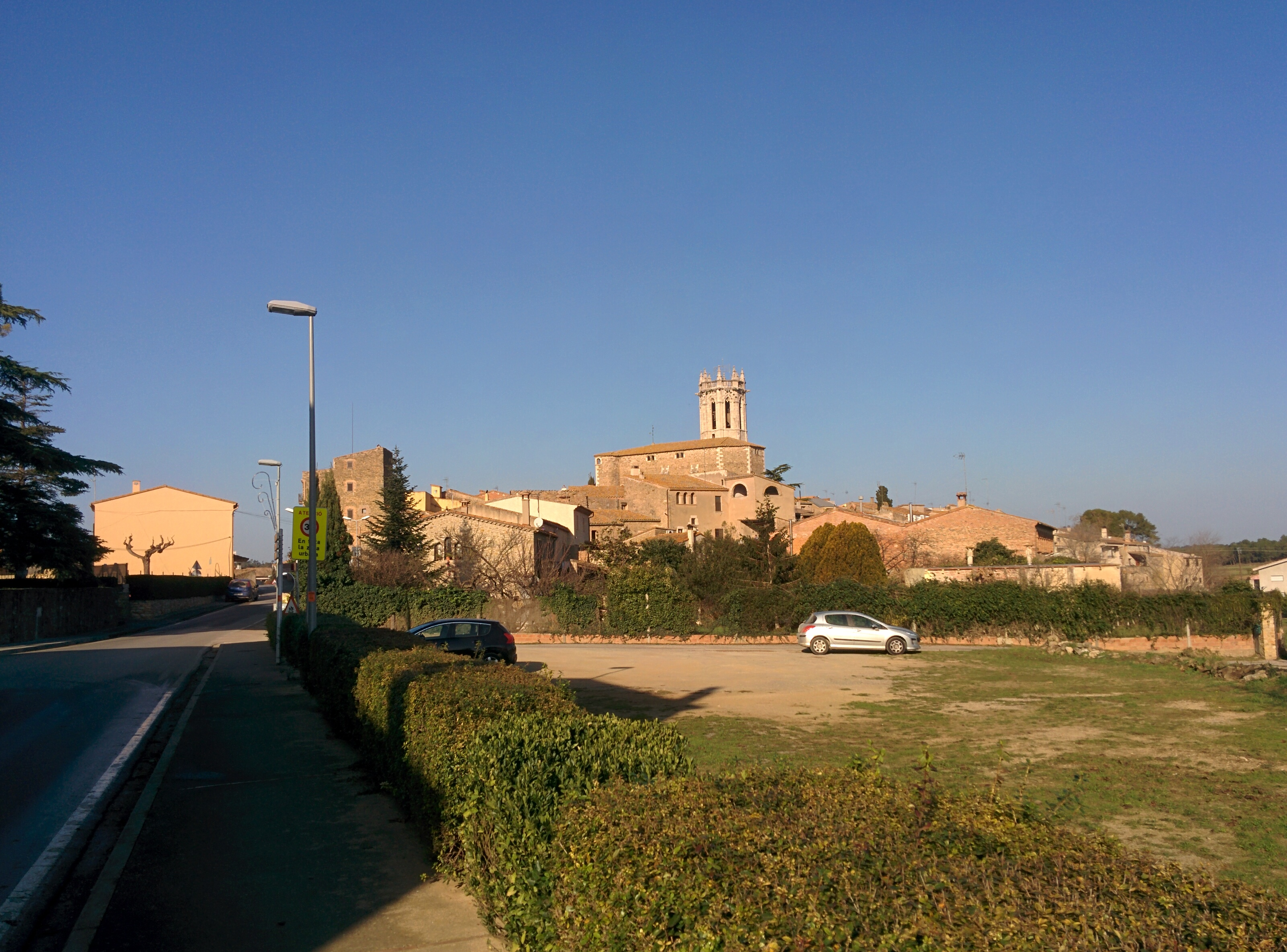
L'església i el seu campanar ben destacats en el perfil del poble

En un precepte del rei Lotari de l'any 982 l'alou de la Pera i la seva església de Sant Isidor són confirmats com a possessió del monestir de Ripoll. L'any 1058 l'església fou restituïda al bisbe de Girona per la comtessa Ermessemda. El 1159 Sant Isidor de la Pera fou una de les esglésies que Arnau de Llers -que posseïa importants dominis a la rodalia- hagué de restituir a la Seu de Girona. El 1278 el bisbe Pere de Castellnou llegà un calze a aquesta parroquial, els drets de la qual li pertanyen per compra.
S'hi veneren, a més del patró, els sants Germà, Just, Paulí i Sisi -"els quatre sants màrtirs" o "els sants de la Pera"-, suposadament fills de la població, martiritzats en temps de Dioclecià; se'n havien guardat relíquies; es tracta de personatges llegendaris, gairebé amb seguretat.
L'església actual és d'estil tardo-gòtic i renaixentista, es va bastir des de la segona meitat del segle xvi, i principalment tot al llarg del XVII. Ho demostren, la inscripció de la llinda de la portada: ECCE TEMAT DEVM O PORTET HEB. /IHS/1600. (ja força malmesa); la data de la clau de volta del cor: 1688.

### Campanar de Sant Isidor de la Pera
El campanar es va acabar el 1699, any que és inscrit a la seva cúpula. Aquest cloquer està dins el conjunt de campanars tardo-gòtics a l'entorn de Girona.